# Villar Dora
Villar Dora (piemontesisch Vilar Dòra oder o Vilar) ist eine italienische Gemeinde in der Metropolitanstadt Turin (TO), Region Piemont.

## Lage und Einwohner
Villar Dorat liegt auf einer Höhe von 367 m über dem Meeresspiegel und knapp 30 km östlich von Turin, an der Dora Riparia. Das Gemeindegebiet umfasst eine Fläche von 5 km² und hat 2808 Einwohner (Stand 31. Dezember 2023). Villar Dora ist Mitglied in der Bergkommune Comunità Montana Bassa Valle di Susa e Val Cenischia. Die Gemeinde besteht aus den Ortsteilen Andruini, Baratta, Bert, Borgionera, Bosio, Calliero, Cordonatto, Giorda, Merlo, Montecomposto, Richetto, Torre del colle, Vindrola und Villar Dora.
Die Nachbargemeinden sind Rubiana, Caprie, Almese, Sant’Ambrogio di Torino und Avigliana.

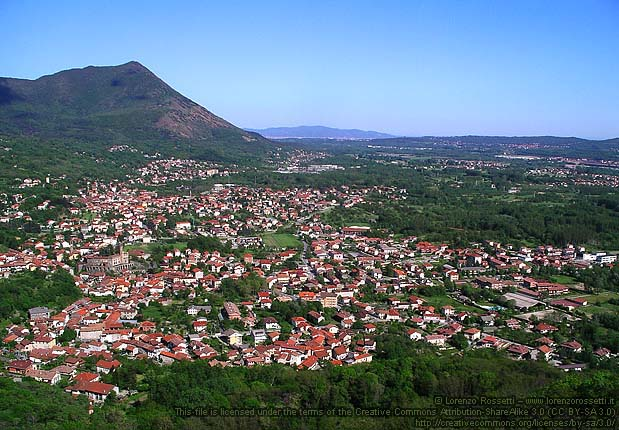
Panorama

## Geschichte

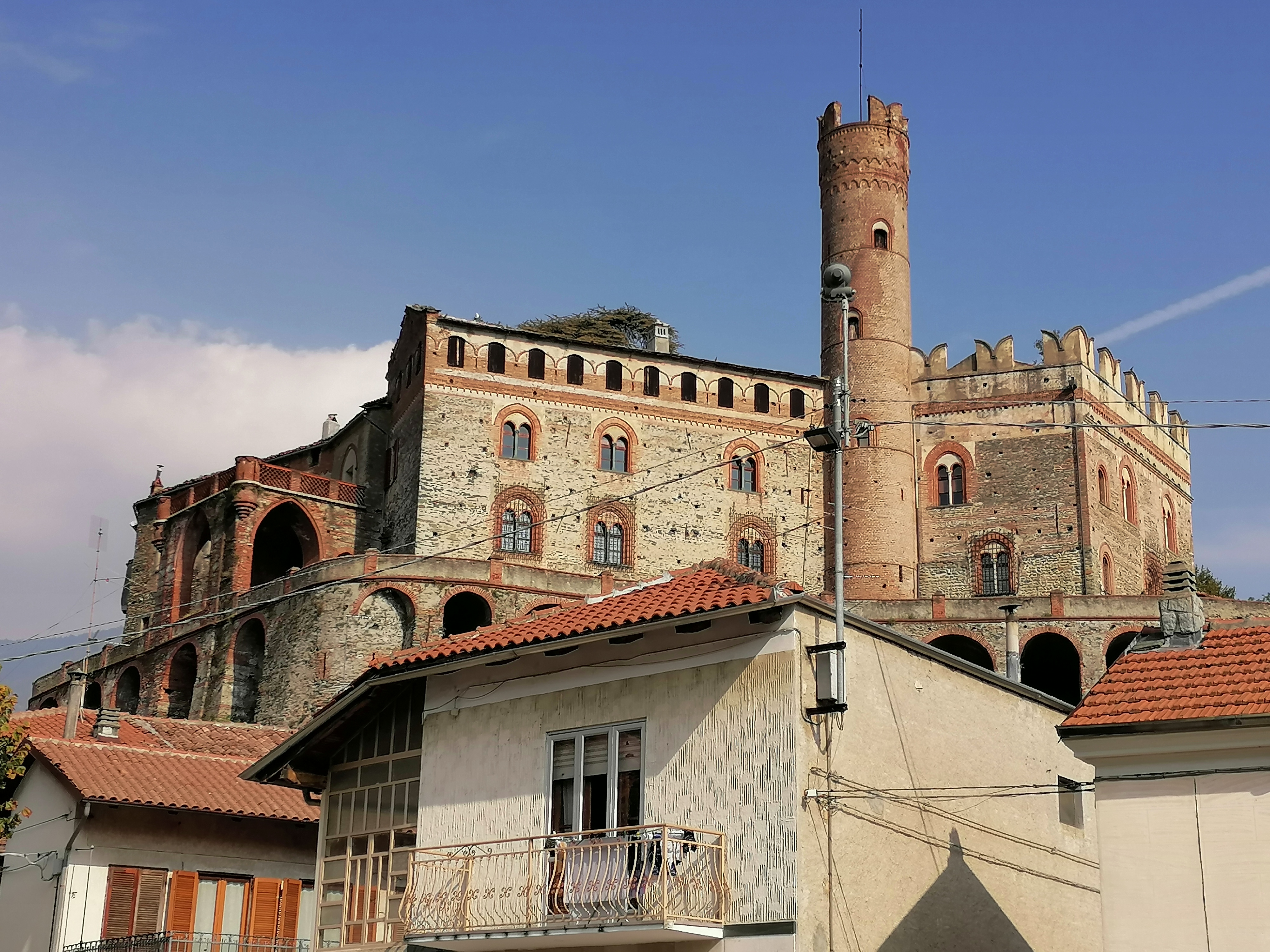
Das Kastell

Das erste Dokument, in dem Villar Dora erwähnt wird, stammt aus dem Jahr 942. Villar Dora ist römischen Ursprungs und die antike „Villar Almese“, die am Fuße der Rocca Sella im Dreieck zwischen Dora und Messa wuchs. Die Stadt, die von der Hügelkapelle San Pancrazio mit ihren Fresken aus dem 15. Jahrhundert und dem mittelalterlichen Torre del Colle überragt wird, änderte ihren Namen erst 1885 in Villar Dora, wurde dann 1928 zu einem einfachen Weiler Almese herabgestuft und erhielt dann wieder ihren Namen Gemeindeautonomie im Jahr 1956.
Die ersten Dokumente, in denen das Schloss erwähnt wird, stammen aus dem Jahr 1287 und beschreiben, dass es aus drei verschiedenen Gebäuden besteht, die jeweils von einer anderen Feudalfamilie bewohnt werden, die Eigentümer eines Drittels des Lehens ist, die Herren Mont Vernier, Thouvet und Aiguebelle. Im 14. Jahrhundert vertrauten die Savoyer den Komplex der Familie Provana an, die ihn renovierte und ihn von einem Verteidigungsbau in ein Herrenhaus im gotischen Stil umwandelte. Im 17. Jahrhundert wurde das Schloss erneut umgebaut, wodurch es seine heutige Form erhielt. Es wurde auch teilweise durch einen Brand während des Feldzugs von Marschall Catinat zur Eroberung von Avigliana (1691) beschädigt.
Das Schloss ging von der Familie Provana auf die heutigen Besitzer, die Grafen Antonielli d’Oulx, über, die kürzlich eine Restaurierung durchführten, die dem Gebäude seinen früheren Glanz zurückgab.

## Gemeindepartnerschaft
- Lanslebourg-Mont-Cenis